# 2021 год в литературе

## События
- Русским ПЕН-центром учреждена Международная молодёжная премия «Восхождение». Проект победил в престижном конкурсе и получил Грант Президента Российской Федерации[1].
- Начиная с 2022 года ярмарка Non/fiction будет проходить два раза в год — весной и в конце осени[2].
- В России вышла книга директора Дрезденского оперного бала, режиссёра, художественного руководителя Образовательного Фонда «Талант и успех» образовательного центра «Сириус» Ханса-Йоахима Фрая «Научиться любить Россию»[3].
- В Петербурге оцифровали личный архив Даниила Гранина с материалами к «Блокадной книге»[4].
- В городе Устюжна установили скульптурную композицию, изображающую персонажей из гоголевского «Ревизора»[5].
- «Анна Каренина» вошла в число лидеров мировой литературы по количеству переводов. Роман можно прочесть на 41-м языке[6].
- В Русском центре Бельцкого государственного университета в дни празднования двухсотлетия со дня рождения Николая Некрасова провели онлайн—заседание поэтического клуба, посвящённое творчеству русского поэта[7].
- В крупнейшем городе Канады Торонто, в 5-й раз состоялся фестиваль русскоязычной поэзии «Ниагарская лира»[8].
- В Колумбии на испанском языке издали антологию современной русской поэзии. Составителем антологии выступил сопредседатель Союза писателей России Вадим Терёхин[9].
- В Риме в честь 200—летия Фёдора Достоевского открылась выставка работ художника Марко Бернарди по мотивам рассказа «Сон смешного человека»[10].
- В Семее установили на стене Воскресенского собора мемориальную доску в честь Фёдора Достоевского[11].
- В Александрии открыли памятник Михаилу Шолохову[12].
- Берлинское издание Friedenauer Presse перевыпустило роман Александра Пушкина «Арап Петра Великого» под новым заголовком «Ибрагим и царь Пётр Великий»[13].
- В Индии индийским писателям и переводчикам вручили премию имени Сергея Есенина[14].
- Аукционный дом «Christie’s» продал частную коллекцию русских литературных рукописей[15].
- В столице Кореи открыли памятник Льву Толстому[16].
- В Латвии прошёл конкурс чтецов к юбилею поэтессы Агнии Барто, автора множества известных детских стихов[17].
- Во Вьетнаме установили памятник Александру Пушкину[18].

### Мероприятия
- 1 января — британский писатель и иллюстратор Энтони Браун награждён Орденом Британской империи за заслуги в области литературы[19].
- 5 февраля — День Рунеберга (вручение ежегодной литературной премии).
- март — Лейпцигская книжная ярмарка (отменена из-за пандемии).
- 24—28 марта — в торгово-выставочном комплексе «Гостиный Двор» прошла 22 Международная ярмарка интеллектуальной литературы Non/fictio№[20].
- 23 апреля — Всемирный день книг и авторского права.
- 24—25 апреля — в режиме онлайн прошла 10-я «Библионочь»[21].
- 26 мая — Международный книжный фестиваль на Дворцовой площади в Санкт-Петербурге[22].
- 2—6 июня — V Всероссийский литературный фестиваль фестивалей «ЛиФФт»[23].
- 17—20 июня — VII книжный фестиваль «Красная площадь»[24].
- 25—27 июня — в Архангельске во второй раз прошёл фестиваль книги «Белый июнь»[25][26].
- 5 сентября — Международный литературный фестиваль «Арка-фест» в Барселоне. Фестиваль посвятили Осипу Мандельштаму[27].
- 21—25 сентября — IV фестиваль «Литература Тихоокеанской России» во Владивостоке[28].
- 30 сентября— 3 октября — VII Международная книжная ярмарка—фестиваль «Волжская волна» в Саратове[29].
- 1—3 октября — Международная книжная ярмарка в Турку[30].
- 20—24 октября — 73-я Франкфуртская книжная ярмарка (почётный гость Канада).
- 28—31 октября — Хельсинкская книжная ярмарка[31][32].
- 3—7 ноября — XV Красноярская ярмарка книжной культуры (КРЯКК)[33].
- 11 ноября — V Евразийский литературный фестиваль фестивалей «ЛиФФт» (Стамбул,Турция).
- 2—6 декабря — 23 Международная ярмарка интеллектуальной литературы Non/fictio№.

### Юбилеи

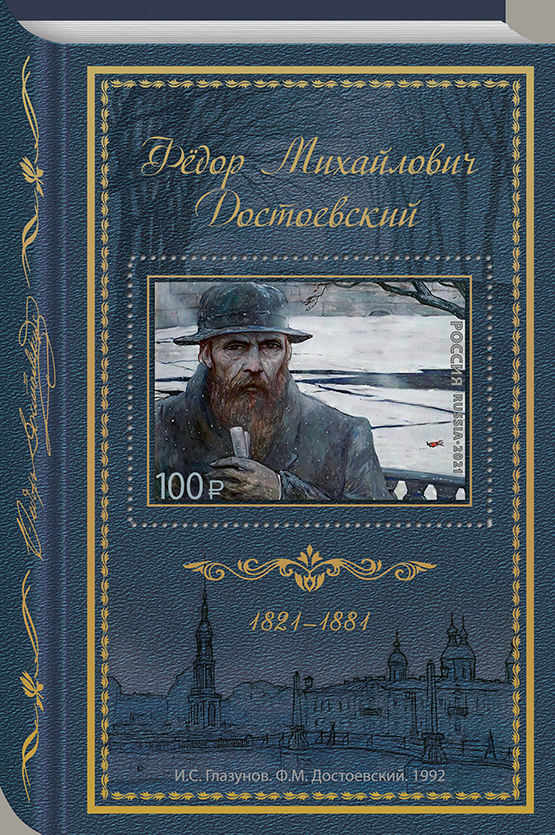
Почтовый блок, посвящённый 200-летию со дня рождения Ф. М. Достоевского

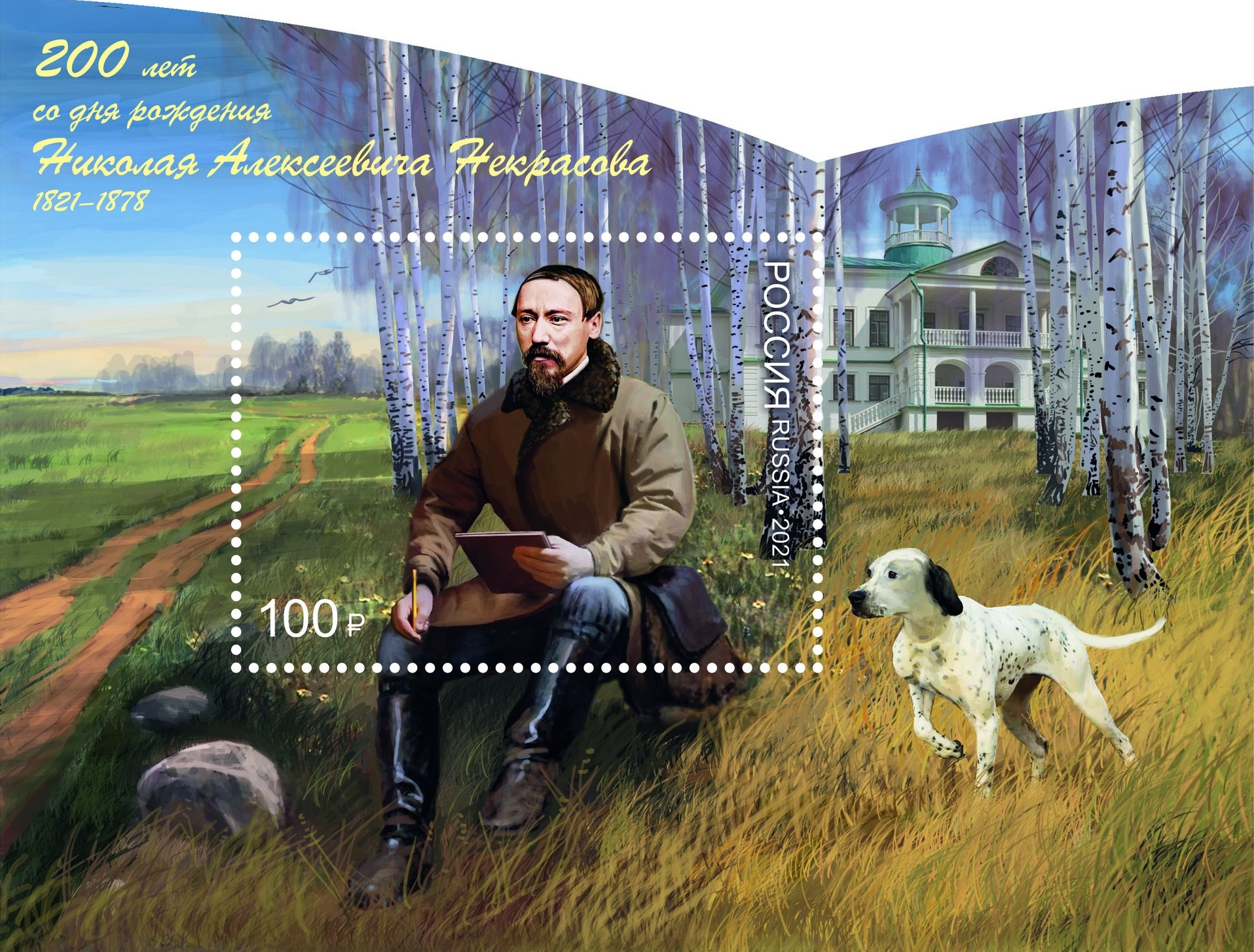
Почтовый блок, посвящённый 200-летию со дня рождения Николая Некрасова

- 5 января — 100-летие со дня рождения швейцарского немецкоязычного прозаика, драматурга и публициста Фридриха Дюрренматта.
- 14 января — 110-летие со дня рождения русского писателя Анатолия Рыбакова.
- 14 января — 130-летие со дня рождения русского поэта, прозаика и переводчика Осипа Мандельштама.
- 16 февраля — 190-летие со дня рождения русского писателя Николая Лескова.
- 23 февраля — 200-летие со дня смерти английского романиста Джона Китса.
- 23 марта — 200-летие со дня рождения русского писателя и драматурга Алексея Писемского.
- 9 апреля — 200-летие со дня рождения французского поэта Шарля Бодлера.
- 15 мая — 130-летие со дня рождения русского писателя, врача, драматурга Михаила Булгакова.
- 4 июня — 200-летие со дня рождения русского поэта Аполлона Майкова.
- 5 июня — 100-летие со дня смерти французского комедиографа Жоржа Фейдо.
- 29 июня — 100-летие со дня рождения французского писателя Фредерика Дара (Сан-Антонио).
- 8 июля — 400-летие со дня рождения французского поэта-баснописца Жана де Лафонтена.
- 10 июля — 150-летие со дня рождения французского писателя, поэта, романиста Марселя Пруста.
- 15 августа — 150-летие со дня рождения шотландского прозаика, поэта Вальтера Скотта, автора «Айвенго», «Роб Рой».
- 21 августа — 150-летие со дня рождения русского писателя и драматурга, представителя Серебряного века русской литературы Леонида Андреева.
- 27 августа — 150-летие со дня рождения американского писателя Теодора Драйзера.
- 3 сентября — 80-летие со дня рождения русского писателя и журналиста Сергея Довлатова.
- 12 сентября — 100-летие со дня рождения польского писателя-фантаста Станислава Лема.
- 22 октября — 100-летие со дня рождения французского поэта Жоржа Брассенса.
- 11 ноября — 200-летие со дня рождения русского писателя Фёдора Михайловича Достоевского[34].
- 22 ноября — 220 лет со дня рождения русского писателя, этнографа и лексикографа, собирателя фольклора, автора Толкового словаря живого великорусского языка Владимира Даля.
- 10 декабря — 200-летие со дня рождения русского поэта, классика русской литературы Николая Некрасова.
- 12 декабря — 200-летие со дня рождения французского прозаика Гюстава Флобера.

## Премии

### Международные
- Нобелевская премия по литературе — Абдулразак Гурна, «За его бескомпромиссное и чувственное обличение последствий колониализма и судьбы беженцев в водовороте культур и континентов»[35].
- Премия имени О. Генри «Дары волхвов» — Лев Усыскин, «Мнимый лесник или превратности соседства»[36].
- Дублинская литературная премия — Валерия Луисэлли, «Архив потерянных детей» (англ. Lost Children Archive)[37].
- Премия Виленицы — Йозеф Винклер[38].
- Премия Агаты — Эллен Байрон, «Каджунский поцелуй смерти» (англ. Cajun Kiss of Death)[39].
- Премия Франца Кафки — Иван Выскочил[чеш.].
- Премия мира немецких книготорговцев — Цици Дангарембга[40].
- АБС-премия:
  - номинация «художественная проза» — Геннадий Прашкевич, «Последний карантин»;
  - номинация «Критика и публицистика» — Евгений Харитонов, «Апокрифы Зазеркалья»[41].
- Премия «Хьюго» за лучший роман — Марта Уэллс, «Сетевой эффект» (англ. Network Effect)[42].
- Премия «Хьюго» за лучшую повесть — Нги Во, «Императрица Соли и Жребия» (англ. The Empress of Salt and Fortune)[42].
- Премия «Хьюго» за лучшую короткую повесть — Сара Пинскер, «Две правды и ложь» (англ. Two Truths and a Lie)[42].
- Премия «Хьюго» за лучший рассказ — Урсула Вернон(под псевдонимом Т. Кингфишер, «Металл с привкусом тёмной крови» (англ. Metal Like Blood in the Dark)[42].
- Международная детская литературная премия имени В. П. Крапивина:
  - номинация «Выбор профессионального жюри» — Алиса Стрельцова, «Шишкин корень или Нижегородская рапсодия»;
  - номинации «Выбор литературного совета» — Ольга Замятина, «Роман с читателем»;
  - номинация «Выбор Литературного совета» — Анна Зенькова, «Удар скорпиона»;
  - номинация «Выбор детского жюри» — Екатерина Аксёнова, «Дорога на Тортугу»[43][44].

### Австрия
- Австрийская государственная премия по европейской литературе — Ласло Краснахоркаи[45].

### Великобритания
- Букеровская премия — Дэймон Гэлгут, «Обещание» (англ. The Promise)[46].
- Женская премия за художественную литературу — Сюзанна Кларк, «Пиранези» (англ. Piranesi)[47].

### Германия
- Премия Георга Бюхнера — Клеменс Дж. Сетц.
- Бременская литературная премия — Марион Пошманн.

### Израиль
- Иерусалимская премия — Джулиан Барнс.

### Испания
- Премия Сервантеса — Кристина Пери Росси.
- Премия принцессы Астурийской — Эмманюэль Каррер[48].

### Россия
- Премия Александра Солженицына — не присуждалась.
- Премия имени П. П. Бажова:
  - номинация «Мастер. Проза» — Владимир Голубев, за сборник сказок «Летучий корабль»;
  - номинация «Мастер. Поэзия» — Василий Струж, за сборник стихов «Лёд не ведает греха»;
  - номинация «Мастер. Публицистика» — Александр Титков, за подборку статей по исследованию духовной жизни коренных народов Сибири[49].
- Большая книга:
  - Первая премия — Павел Басинский, «Подлинная история Анны Карениной»;
  - Вторая премия — Алексей Варламов, за биографию «Имя Розанова»;
  - Третья премия — Сергей Беляков, за книгу «Парижские мальчики в сталинской Москве»;
  - Премия «За вклад в литературу» — Институт прикладной астрономии РАН;
  - Приз читательских симпатий — Гузель Яхина за роман «Эшелон на Самарканд», Павел Басинский за книгу «Подлинная история Анны Карениной», Анна Матвеева за роман «Каждые сто лет»[50][51].
- «Национальный бестселлер» — Александр Пелевин, «Покров-17»[52][53].
- Литературная премия «НОС» (Новая словесность) — Оксана Васякина[54].
- Премия Андрея Белого:
  - номинация «Поэзия» — Полина Андрукович, Виталий Пуханов;
  - номинация «Проза» — Роман Михайлов;
  - номинация «Гуманитарные исследования» — Настасья Хрущёва;
  - номинация «За заслуги перед литературой» — Борис Гребенщиков, за впечатляющую жизнь и обнадёживающие труды;
  - номинация «Литературные проекты/Критика» — Журнал «Носорог»; Лев Оборин (критика);
  - номинация «Перевод» — Анастасия Грызунова[55]
- Неистовый Виссарион:
  - Победитель премии «Неистовый Виссарион-2021» — Игорь Гулин;
  - Специальный приз «За творческую дерзость» — Евгений Никитин;
  - Специальный приз «Перспектива» — Яна Сафронова[56].
- Поэзия:
  - номинация «Стихотворение года» — Мария Малиновская;
  - номинация «Поэтический перевод» — Ольга Седакова, перевод стихотворения «Фуга смерти» Пауля Целана;
  - номинация «Критика» — Илья Кукулин[57].
- Премия имени В. Катаева — Павел Селуков, рассказ «Эмигрант из Бедноленда»[58].
- Премия «Лицей»:
  - номинация «Проза»:
    - Первое место — Екатерина Кожевина, «Лучшие люди города»;
    - Второе место — Ислам Ханипаев, повесть «Типа я»;
    - Третье место — Таша Соколова, «Дневник волонтёрки» и Екатерина Макарова, «Цветущий кориандр»;

  - номинация «Поэзия»:
    - Первое место — Иван Купреянов;
    - Второе место — Михаил Бордуновский, сборник «В оптическом парке»;
    - Третье место — Сорин Брут, сборник «Бесконечный район»[59].
- «Писатель года»:
  - Основная номинация «Писатель года»:
    - Первая премия – Андрей Белов;
    - Вторая премия – Священник Владимир Русин;
    - Третья премия – Сергей Каратов.

  - Номинация «Дебют» — Марина Нугманова;
  - Номинация «Драматургия» — Ольга Остроумова;
  - Номинация «Фантастика» — Виталий Стадниченко;
    - Номинация «Детская литература» — Татьяна Бережная[60].
- «Поэт года»:
  - Основная номинация «Поэт года»:
    - Первая премия – Инна Заславская;
    - Вторая премия – Дмитрий Ревский;
    - Третья премия – Александр Андреев;

  - Номинация «Дебют» — Юлия Погодина[61].
- «Большая сказка»:
  - номинация «Сказка»:
    - Первое место — Галина Дядина, «Принц на белом слоне»;
    - Второе место — Михаил Нисенбаум и Анна Старобинец;
    - Третье место — Юлия Кузнецова.

  - номинация «Весёлый учебник» — Валентина Дёгтева и Анна Пукиш[62].
- «Премия имени Корнея Чуковского»:
  - «Лучшее произведение в прозе для детей в возрасте до семи лет» — Ксения Горбунова, «Кто ты, няня Ву?»;
  - «Лучшее произведение в прозе для детей в возрасте от 8 до 12 лет» — Анна Игнатова, «Принцесса Торнада»;
  - «Лучший поэтический сборник для детей в возрасте до 7 лет» — Наталья Карпова, «В книжке дождики живут»;
  - «Лучший поэтический сборник для детей в возрасте от 8 до 12 лет» — Юлия Симбирская, «Ехал дождь в командировку»;
  - «Лучший перевод на русский язык произведения для детей в возрасте до 7 лет» — Ксения Тименчик, за перевод книги Милоша Мацоурека, «Обезьянка Янка»;
  - «Лучший перевод на русский язык произведения для детей в возрасте от 8 до 12 лет» — Елена Леенсон, за перевод книги Эриха Кестнера, «Мальчик и девочка из спичечной коробки»[63].
- Международная молодёжная премия «Восхождение»:
  - номинация «Художественная проза» — Юрий Никитин;
  - номинация «Поэзия» — Константин Комаров;
  - номинация «Проза для детей и подростков» — Анна Маркина;
  - номинация «Киносценарии» — Наур Гармелия[64][65].
- Премия «Дальний Восток» им. В.К. Арсеньева:
  - номинация «Длинная проза» — Александр Филькин;
  - номинация «Короткая проза» — Любовь Безбах;
  - номинация «Детская проза» — Нина Беломестнова;
  - номинация «За вклад в развитие Дальнего Востока» —Александр Колесов;
  - номинация «За вклад в развитие современной культуры Дальнего Востока» — Игорь Рыжов[66].

### США
- Премия ПЕН/Фолкнер — Диша Филяв, «Тайная жизнь церковных дам» (англ. The Secret Lives of Church Ladies)[67].
- Премия Эдгара Аллана По:
  - номинация «за лучший роман» — Дипа Анаппара, «Патруль джиннов на фиолетовой ветке» (англ. Djinn Patrol on the Purple Line);
  - номинация «за лучший первый роман» — Кейтлин Маллен, «Пожалуйста, смотрите на нас» (англ. Please See Us)[68][69].
- Пулитцеровская премия за художественную книгу — Луиза Эрдрич,  «Ночной сторож» (англ. The Night Watchman)[70].
- Пулитцеровская премия за лучшую драму — Катори Холл, «Король горячих крылышек» (англ. The Hot Wing King)[71].
- Пулитцеровская премия за поэзию — Натали Диас, «Стихотворение постколониальной любви» (англ. Postcolonial Love Poem)[72].
- Всемирная премия фэнтези за лучшую повесть — Точи Онибучи, «Riot Baby»[73].
- Всемирная премия фэнтези за лучший роман — Алайя Дон Джонсон, «Trouble the Saints»[74].
- Всемирная премия фэнтези за лучший рассказ — Лорен Ринг, «(emet)»[75].

### Финляндия
- Премия Рунеберга — Мариша Раси-Коскинен[фин.], роман «Rec»[76].
- Премия «Финляндия» — Юкка Вийкиля, роман «Небесный приём» (фин. Taivaallinen vastaanotto) [77].

### Франция
- Гонкуровская премия — Мохамед Мбугар Сарр, «La plus secrète mémoire des hommes» (фр. Самое сокровенное воспоминание людей)[78].
- Фемина — Клара Дюпон-Моно, «Приспосабливаться» (фр. S'adapter);
  - премия «зарубежному автору» —  Ахмет Альтан, роман «Мадам Хайят» (араб. Madame Hayat‎);
  - премия «за эссе» — Анни Коэн-Солаль, 	«Иностранец по фамилии Пикассо» (фр. Un étranger nommé Picasso).
- Премия Медичи — Кристин Анго, «Путешествие на Восток» (фр. Le Voyage dans l'Est);
  - премия «за лучшее зарубежное произведение» — Юнас Хассен Кемири, «Отцовский договор» (фр. La Clause paternelle);
  - премия «за эссеистику» — Якута Аликавазович, «Как небо внутри нас» (фр. Comme un ciel en nous).
- Премия Ренодо — Амели Нотомб, «Первая кровь» (фр. Premier Sang).

### Швеция
- Литературная премия Шведской академии — Эльдрид Лунден[79].
- Премия памяти Астрид Линдгрен — Жан-Клод Мурлева[80].

## Книги
- «Голландский дом» — Энн Пэтчетт.
- «Древний: Предыстория. Книга седьмая. Опасная фаза» — Сергей Тармашев.
- «Древний: Предыстория. Книга восьмая. Предрассветный мрак» — Сергей Тармашев.
- «Древний: Предыстория. Книга девятая. Мирные Времена» — Сергей Тармашев.
- «Мартин не плачет» — Линор Горалик.
- «Мудрость толпы» (англ. Wisdom of crowds) — Джо Аберкромби.
- «Намедни. Наша эра. 1921—1930» — Леонид Парфёнов.
- «Намедни. Наша эра. 2011—2015» — Леонид Парфёнов.
- «Страх и надежда: Как Черчилль спас Британию от катастрофы» — Эрик Ларсон.
- «Утопия-авеню» (англ. Utopia Avenue) — Дэвид Митчелл.
- «Bekoming. Моя история» — Мишель Обама.

### Романы
- «Алкиной» — Роман Шмараков.
- «Билли Саммерс» (англ. Billy Summers) — Стивен Кинг.
- «Выбери меня» (англ. Choose me) — Тесс Герритсен.
- «Глазами жертвы» — Майк Омер.
- «Девы» — Алекс Михаэлидес.
- «Доктор Гарин» — Владимир Сорокин.
- «Истребитель» — Дмитрий Быков.
- «Клара и Солнце» (англ. Klara and the Sun) — Кадзуо Исигуро.
- «Лучшее ещё впереди» (фр. Le meilleur est à venir) — Франсуаза Бурден.
- «Месяц за Рубиконом» — Сергей Лукьяненко.
- «Отдалённые последствия» — Александра Маринина.
- «Павел Чжан и прочие речные твари» — Вера Богданова.
- «Позже» (англ. Later) — Стивен Кинг.
- «Потерянная сестра» (англ. The Missing Sister) — Люсинда Райли.
- «Правление волков» (англ. Rule of Wolves) — Ли Бардуго.
- "Предел — Сергей Лукьяненко.
- «„Ревность“ и другие истории» — Ю Несбё.
- «Семь дней до Мегиддо» — Сергей Лукьяненко.
- «Тени тевтонов» — Алексей Иванов.
- «Три дня Индиго» — Сергей Лукьяненко.
- «Тлеющий огонь» — Пола Хокинс.
- «Убей до линии А» (англ. A Line to Kill) — Энтони Горовиц.
- «Человек из красного дерева» — Андрей Рубанов.
- «Четыре ветра» — Кристин Ханна.
- «Эшелон на Самарканд» — Гузель Яхина.
- «Transhumanism Inc.» — Виктор Пелевин.

### Повести
- «Никто не вернётся» — Кирилл Рябов.
- «Один на тысячу» — Ольга Замятина.
- «Призрак в кольчуге» — Андрей Буторин.
- «Рождественский поросёнок» (англ. The Christmas Pig) — сказочная повесть Джоан Роулинг.
- «Таймери. Таежная повесть» — Александр Куприянов.

### Малая проза
- «Фашисты» — Кирилл Рябов, сборник рассказов.

### Поэзия
- «Приснившиеся люди» — Дмитрий Воденников.
- «Татарский малинник» — Владимир Сорокин.

### Эссеистика
- «Время политики» — Лев Рубинштейн.
- «Дикоросль» — Ольга Балла.

### Литературоведение
- «Стихосложение новейшей русской поэзии» — Юрий Орлицкий.

### Публицистика
- «Мои выдающиеся современники: люди и встречи» — Константин Долгов.
- «„Практический работник“ Георгий Маленков» — Андрей Сорокин.
- «300 лет российской прокуратуре» — Александр Звягинцев.

## Умершие писатели и сценаристы

### Январь
- 1 января:
  - Габдулахат Гаффаров, советский и российский татарский писатель, драматург, публицист и литературный критик, 72 года;
  - Олег Данилов, советский и российский сценарист, драматург, редактор, 71 год;
  - Эдуард Пашнев, русский советский писатель, прозаик, поэт, драматург и сценарист, 87 лет.
- 2 января — Мэри Катрин Бейтсон, американская писательница и культурный антрополог, 81 год.
- 4 января — Франко Лои, итальянский поэт, 90 лет.
- 6 января — Войтех Стеклач, чешский писатель, 75 лет.
- 7 января:
  - Пётр Яковлев, советский и российский поэт, языковед, переводчик, 70 лет;
  - Вавжинец Поджуцкий, польский писатель-фантаст, 58 лет.
- 8 января:
  - Христо Черняев, болгарский поэт и эссеист, 90 лет;
  - Анатолий Дзантиев, русский советский писатель, драматург, искусствовед и переводчик, сценарист и автор пьес, 79 лет.
- 10 января — Николай Анастасьев, советский и российский литературовед-американист, доктор филологических наук, 80 лет.
- 11 января — Василис Алексакис, греческий и французский писатель, журналист, 77 лет.
- 12 января — Николай Ишуткин, эрзянский поэт и журналист, 66 лет.
- 13 января:
  - Синикка Нопола, финская детская писательница и журналистка, 67 лет;
  - Юрий Баранов, русский советский писатель, прозаик, переводчик, поэт и журналист, 88 лет.
- 14 января — Сторм Константайн, английская писательница, 64 года.
- 15 января — Вячеслав Федоровский, русский советский разведчик, писатель, издатель и переводчик, 97 лет.
- 20 января — Инна Булкина, украинский литературовед, литературный критик, редактор, куратор культурных проектов, 57 лет.
- 22 января: 
  - Шэрон Кей Пенман, американская писательница, 75 лет;
  - Валентина Гируть-Русакевич, белорусская поэтесса, журналистка, 67 лет.
- 25 января:
  - Владислав Пасин, русский советский писатель, прозаик, поэт, литературовед и краевед, 91 год;
  - Юрий Бача, чехословацкий и словацкий поэт, писатель и литературный критик, 88 лет.
- 26 января:
  - Ларс Нурен, шведский поэт, 76 лет;
  - Рамис Рыскулов, советский и киргизский художник, поэт и литературный переводчик, народный поэт Киргизской Республики, 86 лет.
- 27 января:
  - Александр Страхов, русский поэт и учёный-этнограф-лингвист, 72 года;
  - Олег Манджиев, российский писатель, редактор, киносценарист, 72 года.
- 28 января — Семён Цванг, украинский поэт, журналист, 96 лет.
- 30 января — Мишель Ле Бри, французский писатель и публицист, 76 лет.
- 31 января:
  - Василий Васильев-Харысхал, якутский прозаик и драматург, 70 лет.

### Февраль
- 1 февраля:
  - Юрай Шебо, словацкий писатель, 77 лет;
  - Иван Магазинников, российский писатель-фантаст, 40 лет.
- 2 февраля:
  - Гарри Марк Петракис,  американский писатель, педагог, почётный доктор, 97 лет;
  - Анес Сарай, казахский писатель, драматург, журналист, 83 года;
  - Василий Казанцев, русский советский и российский поэт, переводчик, 85 лет.
- 3 февраля — Терентий Чаниа, абхазский писатель, поэт, 83 года.
- 6 февраля:
  - Борис Романов, советский и российский кинорежиссёр, актёр, писатель, поэт, 82 года;
  - Александр Радковский,  русский поэт и переводчик, 77 лет.
- 8 февраля — Жан-Клод Каррьер, французский драматург и сценарист, 89 лет.
- 9 февраля — Борис Шереметьев, российский писатель, 76 лет.
- 11 февраля — Лев Кривошеенко, советский поэт, редактор, 85 лет.
- 15 февраля — Здзислав Найдер, польский писатель, 90 лет.
- 19 февраля — Юрий Сергеев, советский и российский писатель, 72 года.
- 22 февраля:
  - Лоуренс Ферлингетти, американский поэт, 101 год;
  - Аршак Мадоян, армянский литературовед, переводчик и публицист, преподаватель, 82 года.
- 23 февраля — Франтишек Шедивый, чешский писатель, 93 года.
- 24 февраля:
  - Филипп Жакоте, швейцарский поэт, 95 лет;
  - Аркадий Филиппович Давидович, русский писатель, 90 лет.
- 25 февраля — Аркадий Давидович, советский и российский писатель, актёр, художник, афорист, 90 лет.
- 27 февраля — Эдуард Сукиасян, советский и российский библиотековед, разработчик ББК, 83 года.

### Март
- 6 марта — Валентин Курбатов, советский и российский прозаик, 81 год.
- 8 марта — Джибриль Тамсир Ньяне, гвинейский историк, писатель и драматург, 89 лет.
- 19 марта — Бадж Уилсон, канадская писательница, 93 года
- 21 марта:
  - Наваль ас-Саадави, египетская писательница, 89 лет;
  - Адам Загаевский, польский поэт, прозаик, эссеист, 75 лет
- 23 марта — Ирена Врклян, хорватская писательница, драматург, эссеист, сценарист и переводчик.
- 25 марта:
  - Беверли Клири, американская детская писательница, 104 года;
  - Ларри Макмертри, американский писатель и сценарист, 84 года.

### Апрель
- 2 апреля — Артур Копит, американский драматург, сценарист, 83 года.
- 3 апреля — Гурам Дочанашвили, грузинский писатель-прозаик, сценарист, 82 года.
- 10 апреля:
  - Гийом Ойоно-Мбиа, камерунский писатель, драматург и новеллист, 82 года;
  - Владимир Попкович, советский и белорусский филолог, поэт, переводчик, 86 лет.
- 12 апреля — Василий Голованов. российский писатель, эссеист, путешественник и журналист, 60 лет.
- 13 апреля:
  - Бернар Ноэль, французский поэт, писатель, литературный критик, 90 лет;
  - Александр Анненский, российский кинодраматург, писатель, публицист, 71 год.
- 15 апреля — Любовь Андреева, советская и российская поэтесса, журналист, 78 лет.
- 18 апреля — Стефан Братковский, польский писатель, 86 года.
- 24 апреля:
  - Бубнис Витаутас, советский и литовский писатель, 88 лет;
  - Владимир Марамзин,  русский писатель, 86 лет.
- 25 апреля:
  - Женя Васильковская, американская поэтесса, переводчица, литературовед, литературный критик, 92 года;
  - Бексултан Жакиев,  советский и киргизский писатель, редактор, переводчик, сценарист, 85 лет.
- 27 апреля — Манодж Дас, индийский поэт и прозаик, 87 лет.
- 29 апреля — Хафид Буазза, нидерландский писатель, 51 год.
- 30 апреля — Мишо Юзмески, северомакедонский писатель, издатель, 55 лет.

### Май
- 1 мая — Питер Аспе, бельгийский писатель, 68 лет.
- 3 мая — Геннадий Фролов, русский поэт и переводчик, 74 года.
- 5 мая:
  - Эмине Ышинсу, турецкая писательница, 82 года;
  - Фикрет Годжа, советский и азербайджанский писатель, поэт, 85 лет.
- 7 мая — Муса Ягуб, азербайджанский поэт, редактор, народный поэт Азербайджана, 83 года.
- 10 мая — Вахур Афанасьев, эстонский писатель, поэт, режиссёр и музыкант, 41 год.
- 15 мая — Герман Ионин, русский поэт, прозаик, учёный-литературовед, 84 года.
- 16 мая — Екатерина Вильмонт, российская писательница, переводчица, романистка, автор детских детективов, 75 лет.
- 20 мая:
  - Франсиско Бринес, испанский поэт, 89 лет;
  - Альфинур Вахитова, башкирская поэтесса и журналистка, 89 лет.
- 23 мая — Эрик Карл, американский дизайнер, иллюстратор и писатель, автор детской книжки с картинками «Очень голодная гусеница», 91 год.
- 27 мая — Андрей Урицкий, российский писатель, литературный критик, 60 лет.
- 30 мая:
  - Михай Оприш, румынский писатель и сценарист, 90 лет;
  - Михаил Слабошпицкий, украинский литературовед, критик, прозаик, общественный деятель, 74 года;
  - Людмила Дмитренко, советская и российская переводчица французской литературы, поэт, 89 лет.

### Июнь
- 2 июня — Кастек Баянбаев, советский и казахский детский писатель, поэт, переводчик, 84 года.
- 4 июня:
  - Фридерика Майрёккер, австрийский поэт, прозаик, 96 лет;
  - Анатолий Онегов, российский писатель-натуралист, 86 лет.
- 9 июня:
  - Эдвард де Боно, британский психолог и писатель, 88 лет;
  - Василий Бородин, русский поэт, автор статей о современной поэзии, 38 лет.
- 10 июня:
  - Буддхадеб Дасгупта, бенгальский поэт и кинорежиссёр, 77 лет;
  - Сафар Остонов, узбекский журналист и писатель, заслуженный журналист Узбекистана, 72 года.
- 11 июня — Люсинда Райли, британская писательница и актриса, автор любовно-исторических романов, 56 лет.
- 12 июня:
  - Андрей Горбунов, советский и российский литературовед, специалист по истории зарубежной литературы, в том числе английской и американской, 81 год;
  - Александр Савельев-Сас, чувашский поэт, писатель, переводчик, публицист, педагог, 88 лет.
- 13 июня — Тути Хэрати, индонезийская поэтесса, философ, историк искусства, 87 лет.
- 15 июня — Александр Гугнин, советский, российский и белорусский литературовед, критик и переводчик, 80 лет.
- 16 июня — Лайла Хирвисаари, финская писательница, сценарист, драматург, 83 года.
- 19 июня — Слава Сэ, русскоязычный латвийский писатель, 52 года.
- 20 июня — Александр Ерёменко,  русский советский и российский поэт, 70 лет.
- 24 июня — Камал Ходов, советский поэт, переводчик и литературный критик, 80 лет.
- 29 июня:
  - Сергей Мнацаканян, советский и российский поэт, эссеист, литературный критик, 76 лет;
  - Делия Фиальо, венесуэльская и кубинская писательница и сценаристка, 96 лет.
- 30 июня — Владимир Балачан, русский поэт, член Союза писателей России, 82 года.

### Июль
- 1 июля:
  - Ксения Драгунская, российский драматург и прозаик: сценарист, детский писатель, искусствовед, 55 лет;
  - Александр Мулярчик, советский и российский литературовед-американист, специалист по истории литературы США и российско-американским литературным и культурным связям, 82 года.
- 5 июля — Дин Андерссон, американский писатель, художник и музыкант, 75 лет.
- 7 июля — Галина Корнилова, советская и российская писательница-прозаик, 92 года.
- 11 июля — Нина Демурова,  советский и российский литературовед, исследователь литературы Великобритании и США, детской английской литературы, 90 лет.
- 14 июля — Людмила Вязмитинова,  российский литературный критик и поэтесса, 70 лет.
- 15 июля:
  - Пётр Мамонов, советский и российский рок-музыкант, певец, актёр, поэт, 70 лет;
  - Уильям Френсис Нолан, американский писатель-фантаст и сценарист, 93 года.
- 21 июля — Владимир Сивчиков, белорусский писатель, переводчик, художник, издатель, 63 года.
- 25 июля:
  - Анри Верн, бельгийский писатель-фантаст, 102 года;
  - Николай Котрелёв, российский филолог, переводчик-итальянист, текстолог, историк русской философии и литературы Серебряного века, 80 лет.
- 28 июля — Роберто Калассо, итальянский писатель и издатель, 80 лет.
- 29 июля — Педру Тамен, португальский поэт и переводчик, 86 лет.

### Август
- 1 августа:
  - Ясен Засурский, советский и российский литературовед, 91 год;
  - Диах Хаданинг, индонезийская писательница, 81 год.
- 5 августа — Андрей Комлев, советский и российский писатель, поэт, прозаик, переводчик, педагог и историк культуры, 74 года.
- 8 августа:
  - Яан Каплинский, эстонский поэт, 80 лет;
  - Елена Василевич, советская и белорусская писательница, 98 лет.
- 9 августа — Юрий Никитин, советский и российский писатель, 85 лет.
- 10 августа — Сугури Увайсов, российский лакский поэт, прозаик и драматург, 85 лет.
- 14 августа — Рэймонд Мюррей Шафер, канадский композитор, писатель, 88 лет.
- 16 августа:
  - Виктор Строгальщиков, русский писатель и журналист, 71 год;
  - Хироси Сакагами, японский писатель, представитель литературного поколения интровертов, 85 лет.
- 22 августа — Султан Оразалы, критик, литературовед, переводчик, теледраматург, государственный и общественный деятель, 80 лет.
- 23 августа:
  - Владислав Романов, советский и российский прозаик, драматург, сценарист и продюсер, 72 года;
  - Нина Павлова, советский и российский филолог, переводчик, литературовед, 89 лет.
- 25 августа — Гунилла Бергстрём, шведская писательница, 79 лет.
- 27 августа — Николай Гей, советский и российский литературовед, доктор филологических наук, 98 лет.

### Сентябрь
- 1 сентября:
  - Георгий Кубатьян, советский армянский и российский поэт и переводчик, 75 лет;
  - Герман Гецевич, поэт, прозаик, переводчик, автор и исполнитель песен, 59 лет.
- 4 сентября — Уиллард Скотт,  американский киноактёр, телеведущий, писатель, 87 лет.
- 6 сентября:
  - Майкл Ньютон, американский писатель, 69 лет;
  - Юрий Галютин-Ялзак, марийский советский и российский писатель, прозаик, поэт, журналист и редактор, 81 год;
  - Гарай Рахим,  советский и российский татарский поэт, писатель, журналист, 80 лет.
- 7 сентября:
  - Игорь Шкляревский, советский и российский поэт, переводчик, 83 года;
  - Елена Котляр, советский и российский литературовед, африканист и фольклорист, 85 лет.
- 8 сентября — Пуламаипиттан, индийский политик и поэт-песенник, 85 лет.
- 14 сентября — Антонио Мартинес Саррион, испанский поэт, прозаик, переводчик, 82 года.
- 17 сентября — Альфонсо Састре, испанский писатель, 95 лет.
- 19 сентября:
  - Марина Туцакович, сербская поэтесса-песенник, 67 лет;
  - Владимир Тучков, русский поэт, прозаик, 72 года;
  - Вера Шервашидзе, российский литературовед, специалист по зарубежной литературе, 67 лет.
- 23 сентября — Хьелль Аскильдсен, норвежский писатель, 91 год.
- 24 сентября — Стаффан Скотт, шведский журналист, писатель и переводчик, 78 лет.
- 29 сентября — Шукур Тебуев, актёр, поэт, прозаик, сценарист, телеведущий, 77 лет.

### Октябрь
- 1 октября — Константин Северинец, советский и белорусский журналист и переводчик, публицист и писатель, 69 лет.
- 7 октября — Йоже Сной, словенский поэт и прозаик, 87 лет.
- 15 октября — Йосеф Бар-Йосеф, израильский драматург и прозаик, лауреат Премии Израиля, 87 лет.
- 16 октября:
  - Валерий Краснопольский, советский и российский поэт, писатель, переводчик, издатель и редактор, 73 года;
  - Сергей Янаки, поэт, переводчик, публицист. Член Союза писателей Российской Федерации и Башкортостана, 69 лет;
  - Майрамкан Абылкасымова, киргизская поэтесса, 84 года.
- 17 октября — Сергей Щеглов, российский писатель-фантаст, 56 лет.
- 21 октября — Жан Верден, французский писатель, 90 лет.
- 23 октября — Григорий Штонь, советский и украинский писатель, поэт, сценарист, литературовед, 80 лет.
- 24 октября — Сергей Булыга, белорусский писатель и сценарист, 68 лет.
- 27 октября — Ахмад Камал Абдуллах, малайзийский поэт, новеллист, драматург, литературный критик, пишущий на малайском языке, 80 лет.
- 28 октября — Юний Горбунов, русский писатель, публицист, редактор и историк литературы и книжного дела, 83 года.
- 29 октября:
  - Мар Байджиев, киргизский и советский прозаик, публицист, драматург, журналист, режиссёр театра и кино, литературовед, переводчик, 86 лет;
  - Ямиль Мустафин, башкирский и советский прозаик, переводчик, 94 года.
- 30 октября:
  - Николай Година, русский советский писатель и поэт, 86 лет;
  - Владимир Иванов-Ардашев,  российский дальневосточный писатель, 70 лет.
- 31 октября:
  - Владимир Рутковский, украинский детский писатель, поэт и журналист, 84 года;
  - Нугуман Мусин, советский башкирский писатель и поэт, 90 лет.

### Ноябрь
- 1 ноября:
  - Анатолий Гребнев, советский и российский поэт, гармонист, 80 лет;
  - Маина Боборико, советская и белорусская русскоязычная писательница, сказочница, поэтесса, журналист, 91 год.
- 3 ноября:
  - Сергей Соколкин, российский поэт, прозаик, переводчик, автор песен, 58 лет;
  - Михалис Пиерис, кипрский поэт, драматург и литературный критик, 69 лет.
- 4 ноября — Людмила Щипахина, российская поэтесса, переводчик зарубежной поэзии, 88 лет.
- 5 ноября — Андрис Колбергс, латышский писатель, киносценарист, редактор, 82 года.
- 9 ноября:
  - Дзякутё Сэтоути, японская писательница, 99 лет;
  - Гела Чарквиани, грузинский писатель и дипломат, 82 года.
- 11 ноября:
  - Ли Мэрэкл,  канадская поэтесса и писательница, 71 год;
  - Виктор Коклюшкин, советский и российский писатель-сатирик, эстрадный драматург, сценарист, телеведущий, колумнист, 75 лет.
- 13 ноября:
  - Уилбур Смит, южноафриканский писатель, 88 лет;
  - Ахсар Кодзати,  осетинский поэт, прозаик, переводчик, редактор, 84 года.
- 14 ноября:
  - Владимир Сорочкин, советский и российский поэт, писатель, 60 лет;
  - Этель Аднан, ливанско-американская поэтесса, эссеистка и художница, 96 лет.
- 16 ноября:
  - Сезаи Каракоч, турецкий поэт, писатель, издатель, философ и политик, 88 лет;
  - Михаил Моргулис, писатель, 80 лет.
- 17 ноября — Джимми Дарем, американский скульптор, эссеист и поэт, 81 год.
- 18 ноября — Роман Каплан, советский и американский литературовед, искусствовед, переводчик, 83 года.
- 22 ноября:
  - Ной Гордон, американский писатель, 95 лет;
  - Андрей Кравченко,  советский и украинский педагог и литературовед, 65 лет.
- 24 ноября — Арон Атабек, казахстанский оппозиционный лидер, поэт, публицист, политический и общественный деятель, 68 лет.
- 26 ноября:
  - Стивен Сондхайм, американский поэт, драматург, 91 год;
  - Иван Иванов, марийский советский и российский деятель науки, литературовед, критик, фольклорист, 87 лет.
- 27 ноября:
  - Альмудена Грандес, испанская писательница, 61 год;
  - Николай Метлицкий, белорусский поэт, переводчик, публицист, журналист, 67 лет;
  - Борис Ленский, советский и российский книговед и редактор, организатор библиографии и книжного дела в РСФСР, 92 года.
- 29 ноября — Александр Махов, советский и российский литературовед, 62 года.
- 30 ноября — Мари-Клер Бле, франкоканадская писательница (романистка, драматург и поэтесса), 82 года.

### Декабрь
- 1 декабря — Мирослав Зикмунд, чешский писатель, журналист, 102 года.
- 2 декабря — Андрей Балабуха, советский и российский писатель, фантаст, литературный критик, поэт и переводчик, редактор, 74 года.
- 3 декабря:
  - Альфонсо Вальехо, испанский поэт, драматург, 78 лет;
  - Андрей Измайлов, советский и российский прозаик, журналист, 68 лет.
- 5 декабря:
  - Владимир Орлов, российский историк литературы, редактор, издатель, 57 лет;
  - Кристина Хайдеггер, австрийская поэтесса и писательница, 79 лет.
- 11 декабря — Энн Райс, американская писательница, сценарист и продюсер. Наибольшую известность писательнице принёс роман «Интервью с вампиром», 80 лет.
- 15 декабря — Белл хукс, американская писательница, феминистка и социальная активистка. 69 лет.
- 16 декабря:
  - Татьяна Леонова. советский и российский фольклорист, профессор Омского государственного педагогического университета, 92 года;
  - Валентино Беллуччи,  итальянский философ, социолог, поэт, художник и эссеист, 46 лет.
- 19 декабря:
  - Анатолий Полянский, советский и российский писатель, военный корреспондент, 94 года;
  - Олег Хаславский, российский и израильский поэт, переводчик, психолог, художник, 73 года.
- 22 декабря — Томас Кинселла, ирландский поэт, переводчик, редактор и издатель, 93 года.
- 23 декабря:
  - Джоан Дидион, американская писательница, 87 лет;
  - Пётр Синявский, советский и российский детский писатель, поэт, композитор, 78 лет.
- 25 декабря — Альберт Лиханов, советский и российский писатель, 86 лет.
- 27 декабря:
  - Эндрю Ваксс, американский писатель детективов, 80 лет;
  - Кери Хьюм, новозеландская писательница и поэтесса, 74 года.
- 28 декабря — Леонид Габышев, русский писатель, получивший известность автобиографическим романом «Одлян, или Воздух свободы», 69 лет.
- 29 декабря:
  - Елена Козлова, русская советская писательница, прозаик, драматург и литературовед, 67 лет;
  - Мустафа аль Мисурати, ливийский писатель, публицист и общественный деятель, 95 лет.